# シモン・ファレット
シモン・ファレット（Simon Falette，1992年2月19日 - ）は、フランス・ル・マン出身のサッカー選手。ギニア代表。ハタイスポル所属。ポジションはディフェンダー。

## 経歴

### クラブ
2017年8月、アイントラハト・フランクフルトに2021年までの契約で300万ユーロで移籍した。しかし翌2018-19シーズンは鎌田大地やマルコ・ファビアンらと共に余剰戦力となり、戦力外通告を受けた。

### 代表
フランス生まれでフランス領ギアナ出身の両親を持つが、2018年11月に母方の祖父がギニア出身であることからギニア代表を選択。同年11月18日に行われたアフリカネイションズカップ2019予選のコートジボワール代表戦でデビューを飾った。

## 家族
父のアルベール・ファレットも元サッカー選手。